# Gabriel Pintilei
Gabriel Pintilei (n. 30 iunie 1978, Dorohoi, județul Botoșani) este un actor, regizor, scenarist și dramaturg român contemporan din generația 2000.

## Opera dramatică
- Elevator
- Lucruri marunte - onewoman show
- Blifat
- Doamna Deleanu - cu adolescenti
- Petrecerea - cu adolescenti
- Aleea Soarelui - cu adolescenti
- Keratina
- Circul Magic - personajele sunt copii pana in 10-12 ani
- Legenda lui Bucur - pentru copii
- F..k Nikon!!! - onewoman show

## Filmografie
- Elevator (2008) - scriitor, scenarist

## Premii
- Premiul special al juriului pentru cea mai bună piesă românească nouă (Elevator), la Festivalul dramaturgiei românești de la Timișoara, ediția a XIII-a - 2007